# Kubánská válka za nezávislost
Kubánská válka za nezávislost (španělsky: Guerra de Independencia cubana), také známá jako nevyhnutelná válka (Guerra Necesaria), probíhala mezi lety 1895 a 1898. Šlo o třetí a finální válku za nezávislost Kuby na Španělském impériu. Následovala po Desetileté válce (1868–1878) a Malé válce (1879–1880). V posledních třech měsících války intervenovaly Spojené státy americké, čímž vypukla španělsko-americká válka. Během ní Spojené státy americké bojovaly se Španělskem na Kubě, Portoriku a na Filipínách. Válka skončila americkou vojenskou vládou na Kubě (1898–1902).

## Pozadí
V letech 1879–1888, v období tzv. „odměnového příměří“ trvajícího 17 let od konce desetileté války v roce 1878, došlo v kubánské společnosti k zásadním společenským změnám. Se zrušením otroctví v říjnu 1886 se nově svobodní lidé připojili k řadám farmářů a městské dělnické třídy. Tyto zásadní ekonomické změny znamenaly, že mnoho bohatých Kubánců přišlo o svůj majetek a připojilo se k městské střední třídě. Počet cukrovarů klesal, ovšem jejich efektivita se zvyšovala: v podnikání tak zůstaly pouze velké společnosti a nejmocnější vlastníci plantáží. Po své druhé deportaci do Španělska v roce 1878 se José Martí v roce 1881 přestěhoval do Spojených států. Tam zmobilizoval podporu kubánské exilové komunity, zejména v Ybor City (oblast Tampy) a Key West na Floridě. Jeho cílem byla revoluce s cílem dosáhnout nezávislosti na Španělsku. Martí současně lobboval proti americké anexi Kuby, kterou si přáli někteří politici v USA i na Kubě.

## Průběh

### Průběh povstání

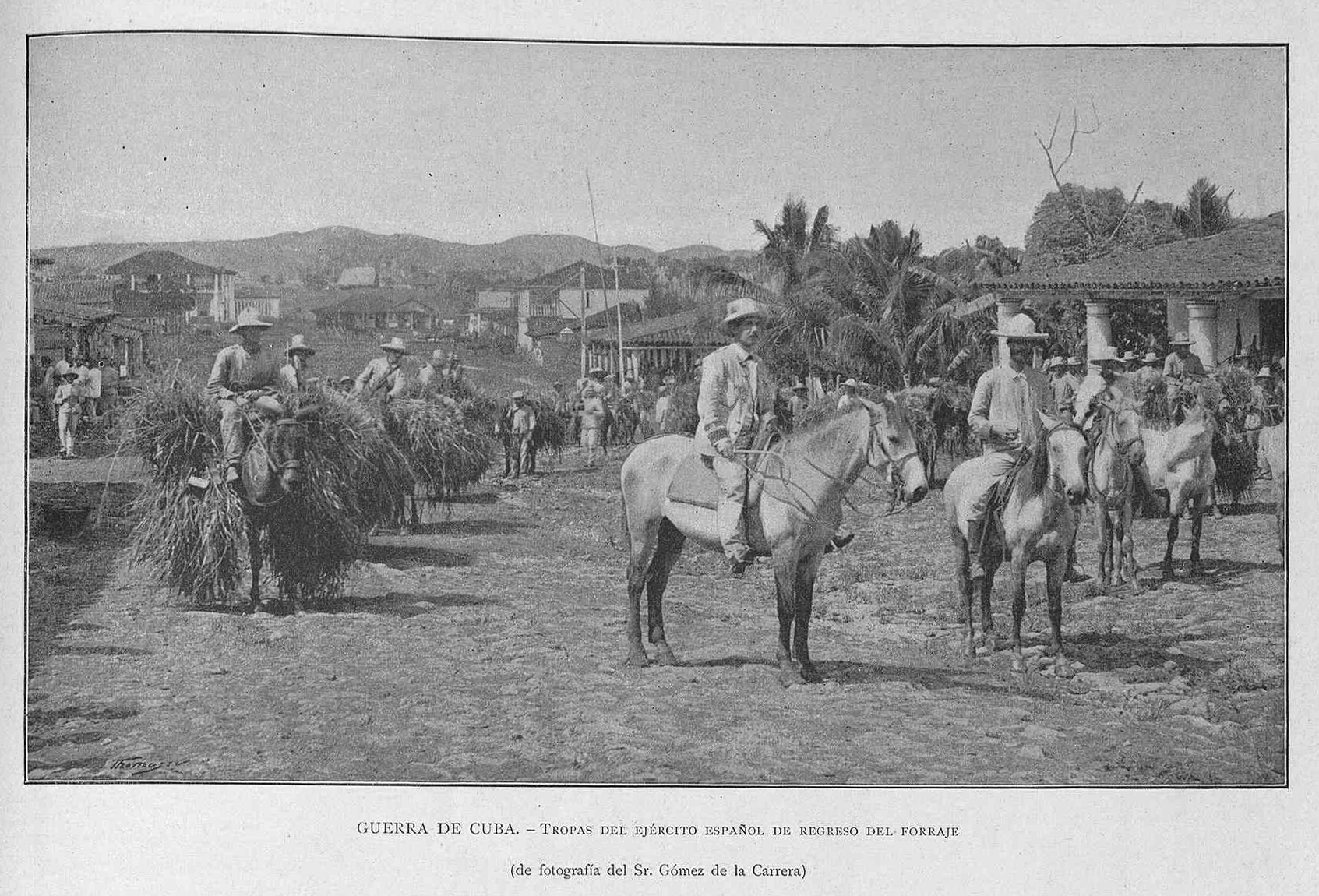
Španělští vojáci na Kubě (1897)

Dne 25. prosince 1894 vypluly tři lodě – Lagonda, Almadis a Baracoa – na Kubu z Fernandina Beach na Floridě, naložené vojáky a zbraněmi. Dvě z lodí byly zabaveny americkými úřady na začátku ledna. Martí se nenechal odradit a 25. března představil Manifest Montecristi, který nastínil politiku pro kubánskou válku za nezávislost:
- Válku měli vést černí i bílí;
- Pro vítězství byla rozhodující účast všech černochů;
- Španělé, kteří neměli námitky proti válečnému úsilí, by měli být ušetřeni,
- Soukromé venkovské nemovitosti by neměly být poškozeny; a
- Revoluce by měla na Kubu přinést nový ekonomický život.

Povstání začalo 24. února 1895 po celém ostrově. V regionu Oriente (na východě ostrova) se ty nejvýznamnější odehrály v Santiagu, Guantánamu, Jiguaní, El Cobre, El Caney a v Alto Songo. Povstání ve střední části ostrova, jako ve městech Ibarra, Jagüey Grande a Aguada, trpěla špatnou koordinací a selhala; vůdci byli zajati, deportováni nebo popraveni. V provincii Havana bylo povstání odhaleno ještě před jeho začátkem a jeho vůdci byli zadrženi. Povstání dále na západ, v Pinar del Río, byla odložena.
Ve dnech 1. a 11. dubna 1895 se hlavní rebelští vůdci vylodili na dvou expedicích v Oriente: generálmajor Antonio Maceo spolu s 22 členy poblíž Baracoa a José Martí, Máximo Gómez a čtyři další členové v Playitas. Španělské síly na Kubě čítaly asi 80 000 osob, z nichž 20 000 tvořili běžní vojáci a 60 000 španělské a kubánské dobrovolnické milice. Posledně jmenovaní byli místní poddůstojníci, kteří se starali o většinu povinností na ostrově. Bohatí vlastníci půdy „dobrovolně nabídli“ část svých otroků, aby sloužili v těchto jednotkách, které byly pod místní kontrolou jako milice a nikoli pod oficiálním vojenským velením. Do prosince Španělsko vyslalo na ostrov 98 412 vojáků a koloniální vláda zvýšila dobrovolnický sbor na 63 000 mužů. Do konce roku 1897 bylo na ostrově 240 000 vojáků a 60 000 milicí. Revolucionáři tak čelili ohromné přesile.
Rebelové byli často nazýváni mambises. Původ tohoto termínu je sporný. Někteří naznačují, že mohl mít původ ve jménu důstojníka Juana Ethninia Mambyho, který vedl rebely v dominikánském boji za nezávislost v roce 1844. Jiní, jako kubánský antropolog Fernando Ortiz, předpokládají, že má původ v bantu, zejména z Kikonga ze slova „mbi“, které neslo negativní konotace včetně „psance“. V každém případě se zdá, že toto slovo bylo poprvé použito jako urážka nebo nadávka, kterou kubánští rebelové přijali s hrdostí.
Od začátku povstání byli Mambises brzděni nedostatkem zbraní. Držení zbraní jednotlivci bylo totiž zakázáno po desetileté válce. Kompenzovali to tím, že používali partyzánský boj založený na rychlých nájezdech, prvku překvapení, rychlých útocích jízdy a používali přepadové útoky mačetami proti přesunujícím se jednotkám nepřítele. Většinu zbraní a střeliva získali při přepadech Španělů. Mezi 11. červnem 1895 a 30. listopadem 1897 z 60 pokusů přivézt zbraně a zásoby rebelům ze zahraničí uspěl pouze jeden. Na území USA bylo zadrženo 28 lodí; pět bylo zachyceno na moři americkým námořnictvem a čtyři španělské námořnictvo; dva ztroskotali; jeden byl bouří zahnán zpět do přístavu; osud druhého není znám.
Martí byl zabit brzy po vylodění 19. května 1895 v Dos Rios, ale Máximo Gomez a Antonio Maceo bojovali dál a zavedli válku do všech částí regionu Oriente. Na konci června bylo celé Camagüey ve válce. Historik John Lawrence Tone na základě nového výzkumu v kubánských zdrojích ukázal, že Gomez a Maceo byli první, kdo přinutil civilní síly k výběru strany. „Buď se přemístí na východní stranu ostrova, kde měli Kubánci pod kontrolou hornatý terén, nebo by byli obviněni z podpory Španělů a byli vystaveni okamžitému soudu a popravě.“ Během postupu na západ se k nim v roce 1868 připojili váleční veteráni, jako polský internacionalista generál Carlos Roloff a Serafín Sánchez v Las Villas, kteří přinesli do arzenálu revolucionářů zbraně, muže a zkušenosti.
V polovině září se zástupci pěti sborů osvobozenecké armády sešli v Jimaguayú, Camagüey, aby schválili „ústavu Jimaguayú“. Založili ústřední vládu, která seskupila výkonnou a zákonodárnou moc do jednoho subjektu s názvem Vládní výbor, v jehož čele stáli Salvador Cisneros a Bartolomé Masó. Po nějaké době konsolidace ve třech východních provinciích zamířily osvobozenecké armády do Camagüey a poté do Matanzasu, několikrát španělskou armádu vymanévrovaly a oklamaly. Porazili španělského generála Arsenia Martíneze-Campose y Antóna, který zvítězil v desetileté válce, a zabili jeho nejdůvěryhodnějšího generála u Peraleja.
Povstalci věřili, že musí dovést válku do západních provincií Matanzas, Havana a Pinar del Rio, ve kterých působila vláda ostrova a konentrovalo se bohatství. Desetiletá válka selhala, protože se omezovala na východní provincie. Revolucionáři zahájili jezdecké tažení, které překonalo trochas a napadlo každou provincii. Obléhali všechna větší města až dne 22. ledna 1896 dorazili na nejzápadnější cíp ostrova, přesně tři měsíce po invazi u Baraguá.
Campos byl nahrazen generálem Valeriano Weylerem. Na úspěchy rebelů reagoval zavedením teroru. Ten zahrnoval periodické popravy, masový exil obyvatel, nucenou koncentraci obyvatel v určitých městech nebo oblastech a ničení farem a plodin. Weylerův teror dosáhl vrcholu 21. října 1896, kdy nařídil všem obyvatelům venkova, aby se do osmi dnů shromáždili v různých opevněných oblastech a městech obsazených jeho jednotkami. Každý, kdo se nepřihlásil do určených bezpečnostních zón, byl považován za rebela a mohl být zabit. Statisíce lidí musely opustit své domovy a byly vystaveny otřesným a nelidským podmínkám v přeplněných městech. S využitím různých zdrojů Tone odhaduje, že takto zemřelo 155 000 až 170 000 civilistů, tedy téměř 10 % populace.
Přibližně v této době muselo Španělsko také bojovat proti rostoucímu hnutí za nezávislost Filipín. Tyto dvě války zatížily španělskou ekonomiku. V roce 1896 Španělsko odmítlo tajnou nabídku Spojených států amerických na koupi Kuby.

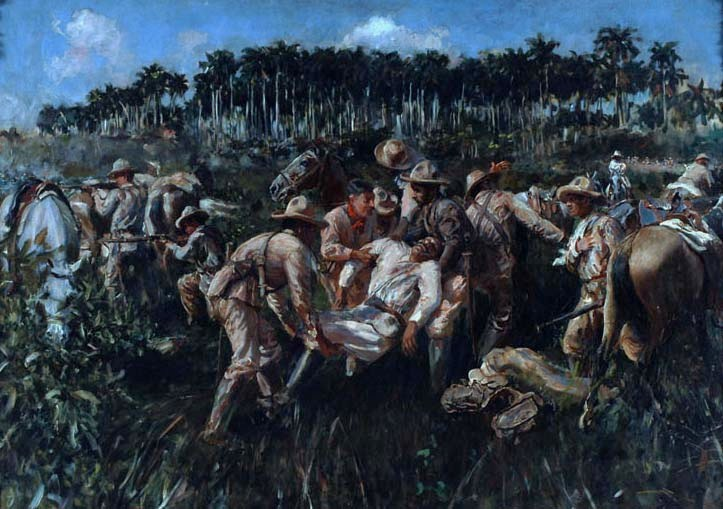
Obraz Smrt Macea od Armanda Menocala

Maceo byl zabit 7. prosince 1896 v provincii Havana při návratu ze západní části ostrova. Hlavní překážkou kubánského úspěchu byly dodávky zbraní. Přestože zbraně a finanční prostředky posílali kubánští exulanti a příznivci ve Spojených státech, dodávky porušovaly zákony USA. Ze 71 zásobovacích misí prošlo pouze 27; pět jich zastavili Španělé a 33 americká pobřežní stráž.
V důsledku atentátu na premiéra Antonia Cánovase del Castillo dne 8. srpna 1897 a kvůli mediální kritice se španělská vláda rozhodla změnit svou politiku vůči Kubě a odvolat generála Valeriana Weylera z pozice guvernéra ostrova. Ramón Blanco - silný odpůrce rekoncentrační politiky - převzal funkci na konci roku 1897.
Madrit se také rozhodl vypracovat koloniální ústavu pro Kubu a Portoriko a dosadil v Havaně novou vládu. Ale s polovinou země mimo její kontrolu a druhou ve zbrani byla koloniální vláda bezmocná a tyto změny rebelové odmítli.

### Intervence USA

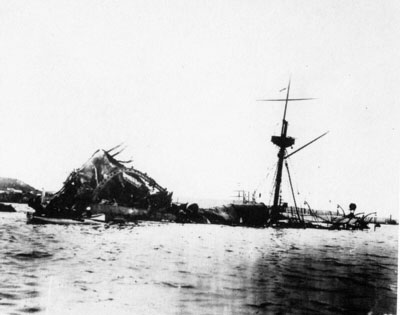
Vrak USS Maine (ACR-1) (1898)

V únoru 1898 v havanském přístavu vybuchla a potopila se loď USS Maine (ACR-1), což vedlo k zahájení španělsko-americké války. V té době spojené státy americké silně podporovaly šíření špatného obrazu o španělské správě kolonií v oblastech kolem Spojených států amerických (například s využitím masivní žluté žurnalistiky). I to přispělo k tomu, že následně americká veřejnost připsala potopení lodě USS Maine Španělsku a podpořila válku. Armáda Spojených států amerických se na Kubě vylodila na začátku července 1898 v zátoce Guantánamo. Následně proběhla rozhodující námořní bitva u Santiaga de Cuba. Dne 17. července 1898 Španělsko požádalo o mír. Ten byl potvrzen v Pařížské mírové smlouvě v prosinci 1898. USA si následně začaly nárokovat Ostrov Mládeže a začala americká vojenská vláda na Kubě, která trvala do roku 1902, kdy Kuba získala kompletní nezávislost. USA si ponechaly základnu Guantánamo.